# Укртатнафта
ПАТ «Укртатнафта» — українська нафтопереробна компанія, одна з найбільших виробників нафтопродуктів в Україні. Компанія володіє найбільшим нафтопереробним заводом країни, який розташований у Кременчуці. Потужність виробництва становить 58 590 м³/добу.
До 2007 року права на товариство були розподілені так: 43,1 % належать Нафтогазу України, 8,6 % — «Татнафті» і 28,8 — уряду Татарстану.
У квітні 2011 року 56,84 % «Укртатнафти» володіли ТОВ «Корсан» і «Вілоріс», обидві — з реєстрацією в Дніпрі.
На кінець 2017 року власниками 36,7 % акцій були 6 компаній, створені в 2010 році в юрисдикції республіки Кіпр, 43,05 % — державний НАК «Нафтогаз України». Власники інших 20,2 % компанії не розкриваються.
5 листопада 2022 року, за рішенням Ставки Верховного Головнокомандувача під головуванням президента України Володимира Зеленського, у зв'язку з військовою необхідністю, відповідно до закону України від 17 травня 2012 року № 4765 «Про передачу, примусове відчуження або вилучення майна в умовах правового режиму воєнного чи надзвичайного стану» активи стратегічно важливих підприємств, з-поміж яких і ПАТ «Укртатнафта», були відчужені у власність держави. Про це під час брифінгу повідомив секретар Ради національної безпеки і оборони України Олексій Данілов. «Вилучені активи набули статусу військового майна, їх управління передано Міністерству оборони України. По завершенні дії військового стану, відповідно до вимог закону, вказані активи можуть бути повернені власникам, або буде відшкодовано їхню вартість. Для забезпечення потреб країни в умовах воєнного стану ми маємо право приймати такі рішення», — повідомив він.

## Опис
У ПАТ «Укртатнафта» працює більш ніж 4,3 тисячі осіб. Бувши бюджетоутворювальним підприємством міста й регіону, «Укртатнафта» здійснює активну соціальну діяльність і бере участь у регіональних проектах.
До складу компанії входять підрозділи, що об'єднують розвідку, видобуток, переробку нафти і збут нафтопродуктів.
Компанія, зокрема, виробляє екологічно чисті неетильовані бензини марок А-92, А-95, літнє й зимове дизельне паливо, моторні, трансмісійні та інші види масел, ароматичні вуглеводні, нафтові розчинники, парафін, бітум, мазут, сірку. Потужності компанії розраховані на роботу з усіма типами нафти й газового конденсату з річним завантаженням 18,6 млн тонн. Нафта надходить трьома магістральними трубопроводами з нафтових родовищ Західного Сибіру, Поволжя і Східної України. Найближче східно-українське родовище розташоване за 200 км від підприємства, що значно скорочує витрати на транспортування нафти.

## Розслідування
В лютому 2023 року головному бухгалтеру компанії оголосили підозру щодо привласнення 40 млрд грн колишнім менеджментом «Укрнафти» та «Укртатнафти». Компанія виробляла та продавало пальне через мережу АЗС без сплати акцизного податку, хоча він входив до ціни. Заборгованість складала 605 млн грн. Загалом менеджмент «Укрнафти» та «Укртатнафти» привласнив 40 млрд грн.